# Катрин Хан
Катрин Мари Хан (на английски: Kathryn Marie Hahn) е американска актриса, най-известна с ролята си на Агата Харкнес в Киновселената на Марвел. Започва кариерата си в криминалния драматичен сериал „Среща с Джордан“ (2001 – 2007) и се появява в поддържащи роли в редица комедийни филми, включително „Как да разкараш гаджето си за 10 дни“ (2003), „Доведени братя“ (2008), „Семейство Милър“ (2013) и „Вади ножовете 2“ (2022). Като телевизионна актриса Хан участва в ситкома „Пакрове и отдих“ (2012 – 2015) както и в комедийно-драматичния сериал „Прозрачни“ (2014 – 2019), а ролята ѝ носи номинация за награда „Еми“. Добива по-широка популярност с ролята си на Агата Харкнес в минисериала на „Дисни+“ „УандаВижън“ (2021) и неговия спиноф „Агата, през цялото време“ (2024). За първото си изпълнение е номинирана за награда „Еми“, а за второто – за награда „Златен глобус.“ За участието си в сериала „Малки красиви неща“ (2023) също получава номинация за награда „Еми“ за главна актриса.

## Биография
Катрин Хан е родена на 23 юли 1973 г. в Уестчестър, Илинойс. Посещава Северозападния университет, където получава бакалавърска степен по театрални изкуства. След това получава магистърска степен по актьорско майсторство в университета на Йейл. През 2024 г. получава почетна докторска степен по изкуствата.
Омъжена е за актьора Итън Сандлър, когото среща в Северозападния университет. Те живеят в Лос Анджелис и имат две деца.

### 1999 – 2012: Ранна кариера
Първата поява на Хан по телевизията е в местно куклено шоу за деца в Кливланд. Докато посещава фестивал, тя се запознава с продуцента и сценарист Тим Кринг. Впечатлява го дотолкова, че той създава героинята Лили Лебовски в „Среща с Джордан“ специално за нея. Сериалът се излъчва от 2001 до 2007 г. През 2003 г. Хан играе поддържаща роля в романтичната комедия „Как да разкараш гаджето си за 10 дни“. На следващата година се появява в „Спечели среща с Тед Хамилтън“ и „Водещият“. Продължава с поддържащи роли във филми, включително във „Ваканцията“ (2006), „Доведени братя“ (2008), „Пътят на промените“ (2008), „Как да разбера“ (2010) и „Мир, любов и още нещо“ (2012). По телевизията Хан играе епизодични роли в предаванията на HBO „Увиснал“ и „Момичета“.

### 2013 – 2017: Пробив в киното и телевизията
От 2012 г. до 2015 г. Хан влиза в ролята на Дженифър Баркли в комедийния сериал „Паркове и отдих“. През 2013 г. изиграва първата си главна роля в комедийно-драматичния филм „Следобедна наслада“, който е написан и режисиран от Джоуи Солоуей. По-късно същата година Хан се появява в боксофис хита „Семейство Милър“ и участва в „Тайният живот на Уолтър Мити“. През 2014 г. се появява в комедийно-драматичния филм „Шантава седмица“. Същата година Хан е избрана за ролята на равин Ракел Фейн във високо оценената от критиците мрачна комедийна драма „Прозрачни“, чийто създател Джоуи Солоуей я режисира в „Следобедна наслада“. За изпълнението си получава първата си номинация за „Еми“ за изключителна поддържаща актриса в комедиен сериал.
През 2015 г. Хан участва в научнофантастичния приключенски филм „Утреландия“ и в касовия хорър хит „Посещението“. Изиграва и главната роля във филма на Питър Богданович „Бродуейска терапия“. През 2016 г. Хан се появява в драматичния филм „Капитан Фантастик“ и в комедийния филм „Палави мамчета“. Филмът печели повече от 183,9 милиона щатски долара при бюджет от 20 милиона. След това играе главна роля в комедийния сериал „Обичам Дик“, базиран на едноименния роман на Крис Краус и режисиран от Джоуи Солоуей. След финансовия успех на „Палави мамчета“ Хан участва и в продължението, озаглавено „Палави мамчета по Коледа“. Филмът излиза през ноември 2017 г. и печели повече от 130 милиона щатски долара с бюджет от 28 милиона.

### От 2018: Телевизионен успех
През 2018 г. Хан участва в драматичния филм „Личен живот“, режисиран от Тамара Дженкинс. Същата година Хан озвучава герои в анимационните филми „Хотел Трансилвания 3: Чудовищна ваканция“ и „Спайдър-Мен: В Спайди-вселената“. През 2019 г. продуцира и играе главна роля в комедийния минисериал „Г-жа Флечър“. През 2020 г. участва в драматичния минисериал „Дотолкова съм сигурен“, базиран на едноименния роман на Уоли Ламб.
През 2021 г. Хан се присъединява към Киновселената на Марвел, като участва в лимитирания сериал на „Дисни+“ „УандаВижън“. Играе ролята на Агнес – мистериозна „любопитна съседка“, която по-късно се разкрива като вещицата Агата Харкнес. Ролята ѝ носи номинация за награда „Еми“ за поддържаща женска роля. Следващият ѝ минисериал „Съседът терапевт“ излиза на 12 ноември 2021 г. Участва също във „Вади ножовете 2“, продължението на криминалната мистерия от 2019 г. „Вади ножовете“. През 2023 г. играе главна роля в сериала „Малки красиви неща“, за който е номинирана за награда „Еми“, а в последствие участва в спинофа на „УандаВижън“, фокусиран върху героинята ѝ, „Агата, през цялото време“. Сериалът се излъчва от 18 септември до 31 октомври 2024 г. и ѝ носи първа номинация за награда „Златен глобус“.

## Частична филмография

### Филми
| Година | Заглавие                                 | Роля                     | Бележки  |
| ------ | ---------------------------------------- | ------------------------ | -------- |
| 2003   | Как да разкараш гаджето си за 10 дни     | Мишел                    |          |
| 2004   | Спечели среща с Тед Хамилтън             | Анджелика                |          |
| 2004   | Водещият                                 | Хелън                    |          |
| 2006   | Ваканцията                               | Бристъл                  |          |
| 2008   | Доведени братя                           | Алис Хъф                 |          |
| 2008   | Пътят на промените                       | Мили Кембъл              |          |
| 2010   | Как да разбера                           | Ани                      |          |
| 2012   | Мир, любов и още нещо                    | Карън                    |          |
| 2012   | Диктаторът                               | Бременна жена            |          |
| 2013   | Следобедна наслада                       | Рейчъл                   |          |
| 2013   | Семейство Милър                          | Иди Фицджералд           |          |
| 2013   | Тайният живот на Уолтър Мити             | Одеса Мити               |          |
| 2014   | Шантава седмица                          | Ани Алтман               |          |
| 2015   | Бродуейска терапия                       | Делта Симънс             |          |
| 2015   | Утреландия                               | Урсула Гернсбак          |          |
| 2015   | Посещението                              | Лорета Джеймисън         |          |
| 2016   | Капитан Фантастик                        | Харпър Кеш               |          |
| 2016   | Палави мамчета                           | Карла Дънклър            |          |
| 2017   | Палави мамчета по Коледа                 | Карла Дънклър            |          |
| 2018   | Личен живот                              | Рейчъл Бийглър           |          |
| 2018   | Хотел Трансилвания 3: Чудовищна ваканция | Ерика Ван Хелсинг        | Озвучава |
| 2018   | Спайдър-Мен: В Спайди-вселената          | Оливия Октавиус / Док Ок | Озвучава |
| 2022   | Хотел Трансилвания 4: Трансформания      | Ерика Ван Хелсинг        | Озвучава |
| 2022   | Вади ножовете 2                          | Клеър Дебела             |          |
| 2023   | Спайдър-Мен: През Спайди-вселената       | Оливия Октавиус / Док Ок | Озвучава |

### Сериали
| Година      | Заглавие                 | Роля                          | Бележки           |
| ----------- | ------------------------ | ----------------------------- | ----------------- |
| 2001 – 2007 | Среща с Джордан          | Лили Лебовски                 | 104 епизода       |
| 2010        | Увиснал                  | Клеър                         | 3 епизода         |
| 2012 – 2015 | Паркове и отдих          | Дженифър Баркли               | 11 епизода        |
| 2012        | Момичета                 | Катрин                        | 4 епизода         |
| 2014 – 2019 | Прозрачни                | Ракел Файн                    | 22 епизода        |
| 2016        | Бруклин 99               | Еленор Хорствайл              | 1 епизод          |
| 2016 – 2017 | Обичам Дик               | Крис Краус                    | 8 епизода         |
| 2019        | Г-жа Флечър              | Ийв Флечър                    | 7 епизода         |
| 2020        | Дотолкова съм сигурен    | Деса Константин               | 6 епизода         |
| 2021        | УандаВижън               | Агата Харкнес / Агнес         | 9 епизода         |
| 2023        | Малки красиви неща       | Клеър Пиърс                   | 8 епизода         |
| 2024        | Агата, през цялото време | Агата Харкнес / Агнес О'Конър | 9 епизода         |
| 2024        | Ами ако...?              | Агата Харкнес                 | Озвучава 1 епизод |
| 2025        | Студиото                 | Мая                           |                   |

## Външни връзки
- Катрин Хан в  Internet Movie Database

|  | Тази страница частично или изцяло представлява превод на страницата Kathryn Hahn в Уикипедия на английски. Оригиналният текст, както и този превод, са защитени от Лиценза „Криейтив Комънс – Признание – Споделяне на споделеното“, а за съдържание, създадено преди юни 2009 година – от Лиценза за свободна документация на ГНУ. Прегледайте историята на редакциите на оригиналната страница, както и на преводната страница, за да видите списъка на съавторите. ВАЖНО: Този шаблон се отнася единствено до авторските права върху съдържанието на статията. Добавянето му не отменя изискването да се посочват конкретни източници на твърденията, които да бъдат благонадеждни. |